# Брауде Гірш Вульфович
Гірш Вульфович (Григорій Володимирович) Брауде (3 (16) травня 1906, Вітебськ — 18 березня 1992, Москва) — радянський інженер, фахівець у галузі телевізійної техніки.
Народився 3 (16 травня) 1906 р. у Вітебську в міщанській родині Вульфа Михелевича та Нехами Лейбівни Брауде. Закінчив Ленінградський політехнічний інститут (1929). У 1929—1933 рр. працював у Ленінградському фізико-технічному інституті та Ленінградському електрофізичному інституті ВРНГ.
У 1933—1941 рр. — науковий співробітник НДІ телемеханіки. Кандидат технічних наук (1938; без захисту дисертації). З 1940 р. — доктор технічних наук, професор .
Винаходи і дослідження у 1930-і роки
- розробка теорії негативного реактивного та комплексного зворотного зв'язку у підсилювачах та поява на основі цієї теорії реактивної лампи (1934);
- безпроменева передавальна телевізійна трубка для передачі кінофільмів «Статотрон» («трубка Брауде», 1938);
- трубка з двосторонньою напівпровідниковою мішенню (1938) — основний вузол трубки «Суперортикон» (з комутацією потенційного рельєфу зі зворотного боку мішені).

З 1941 р. працював в Москві у ВНДІ радіо. Під час німецько-радянської війни займався системами розпізнавання літаків «Свій — Чужий».
У 1946—1958 рр. — завідувач кафедри радіотехніки у Московському електротехнічному інституті імені В. М. Молотова .
У 1948 р. запропонував метод визначення оптимальних параметрів телесистеми за розкладанням їх частотної та фазової характеристик в степенний ряд («метод Брауде»), на основі якого розробив ефективні схеми широкосмугової, протишумової та апертурної корекції.
З 1959 р. займався в НДІ радіо дослідженнями у галузі формування телесигналу та цифровими методами передачі нерухомих зображень.
Помер 18 березня 1992 року . Урна з прахом похована в колумбарії Введенського кладовища .
Брат — Борис (Борух) Вульфович Брауде (1910—1999), інженер, лауреат Сталінської премії.

## Праці
Коррекция телевизионных и импульсных сигналов [Текст]: (сборник статей) / Г. В. Брауде. — М. : Связь, 1967. — 246 с. : ил.

## Нагороди і премії
- Сталінська премія третього ступеня (1948) — за розробку нових методів конструювання радіоприладів.